# Gia tộc Barberini
Nhà Barberini là một gia đình quý tộc Ý nổi lên ở Rome thế kỷ XVII. Ảnh hưởng của họ lên đến đỉnh điểm khi một người trong gia tộc là Hồng y Maffeo Barberini được bầu làm Giáo hoàng vào năm 1623, với giáo hiệu là Giáo hoàng Urban VIII. Cung điện đô thị của họ là Palazzo Barberini, được Gian Lorenzo Bernini hoàn thành vào năm 1633, ngày nay là Galleria Nazionale d'Arte Antica (Phòng trưng bày Nghệ thuật Cổ đại Quốc gia) của Ý.
Barberini vốn là một gia đình quý tộc nhỏ ở Toscana và định cư tại Cộng hòa Florence vào thế kỷ XI, nhiều đời làm nghề buôn ngũ cốc, len và dệt may. Sau khi nền cộng hòa ở Florence thất thủ, Gia tộc Medici trở lại nắm quyền, những người thuộc gia tộc Barberini rời Florence để đến định cư ở Rome.
Sau khi đến định cư ở Rome được 86 năm, một thành viên của gia tộc Barberini được bầu làm giáo hoàng và chính vị giáo hoàng này đã đưa các thành viên trong nhà Barberini lên hàng quý tộc cao cấp ở Bán đảo Ý với 2 thân vương và một công tước đến từ gia tộc này. Những thành tựu về giáo hội, ngoại giao và văn hóa dưới triều đại của Giáo hoàng Urban đã bị lu mờ bởi chủ nghĩa gia đình trị mà giáo hoàng thực hiện.